# Faujasita-Ca
La faujasita-Ca és un mineral de la classe dels silicats, que pertany al grup de les zeolites. Rep el nom de Barthelemy Faujas de Saint Fond (Montélimar, 17 de maig de 1741 - Saint-Fond, 18 de juliol de 1819), geòleg i escriptor francès de l'origen dels volcans.

## Característiques
La faujasita-Ca és un silicat de fórmula química (Ca,Na₂,Mg)3.5[Al₇Si17O48]·32H₂O. Cristal·litza en el sistema isomètric. La seva duresa a l'escala de Mohs és 5.
Segons la classificació de Nickel-Strunz, la faujasita-Ca pertany a «02.GD: Tectosilicats amb H₂O zeolítica; cadenes de 6-enllaços – zeolites tabulars» juntament amb els següents minerals: gmelinita-Ca, gmelinita-K, gmelinita-Na, willhendersonita, cabazita-Ca, cabazita-K, cabazita-Na, cabazita-Sr, cabazita-Mg, levyna-Ca, levyna-Na, bellbergita, erionita-Ca, erionita-K, erionita-Na, offretita, wenkita, faujasita-Mg, faujasita-Na, maricopaïta, mordenita, dachiardita-Ca, dachiardita-Na, epistilbita, ferrierita-K, ferrierita-Mg, ferrierita-Na i bikitaïta.

## Formació i jaciments
Va ser descoberta a Haselborn, dins de Vogelsbergkreis (Hessen, Alemanya). També ha estat descrita en altres localitats d'Alemanya, França, Espanya, Jordània i els Estats Units.